# Royal Worcester
La Royal Worcester è una fabbrica di porcellana "bone china" fondata nel 1751 nella città inglese di Worcester ed in seguito trasferita a Stoke-on-Trent. Gode del privilegio di fornitore della Real Casa Britannica.

## Storia

### Dr. Wall (1751-1783)
Il medico John Wall e il farmacista William Davis, che avevano elaborato un metodo per la fabbricazione della porcellana, convinsero tredici finanziatori a investire in una manifattura di porcellane. Fra i soci c'erano Richard Holdship, che assicurava la steatite, e il direttore del Gentleman's Magazine Edward Cave, che avrebbe fatto pubblicità all'impresa. La società fu fondata a Worcester nel 1751 con il nome di The Worcester Tonquin Manufactory.
Tre anni dopo fu aperto il primo negozio a Londra, in Aldersgate Street. Nel 1767 fu aperto un negozio più grande in Spring Gardens, Charing Cross. Nel 1770 fu realizzato il primo servizio da tavola per il Guglielmo Enrico di Hannover, duca di Gloucester, fratello di re Giorgio III.
La decorazione di questo periodo era rococò e i pezzi imitavano la forma di cavolfiori, foglie lobate, pernici. Nel 1757 Worcester introdusse l'uso della decalcomania, soprattutto per rappresentare ritratti di reali.

### Flight e Barr (1783-1840)

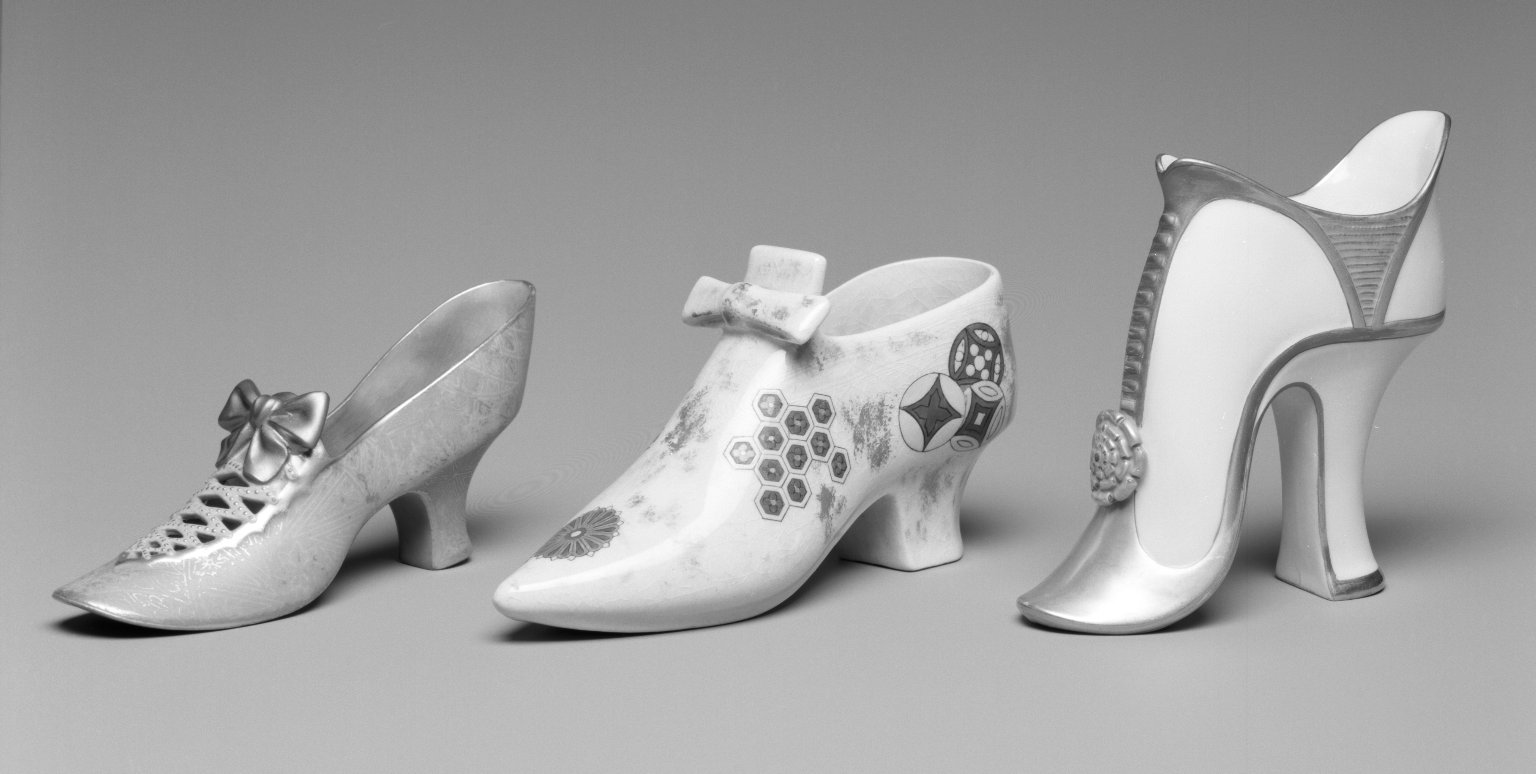
Pantofole, circa 1875. Brooklyn Museum

Nel 1783 la fabbrica fu acquistata da Thomas Flight, rappresentante di commercio dell'azienda, per i suoi due figli. Nel 1786 Robert Chamberlain fondò una fabbrica concorrente in Worcester.
In occasione della visita al Festival Musicale di Worcester del 1788 re Giorgio III visitò anche la fabbrica di porcellana e le concesse un primo privilegio reale. Di conseguenza la società mutò il nome in "Royal Porcelain Works".. Su suggerimento del re, Flight aprì nello stesso anno un negozio più grande al prestigioso indirizzo di Coventry Street 1, vicino a Piccadilly Circus. Nel 1789 Giorgio III concesse alla manifattura la vera e propria qualifica di "fornitore della Real Casa" con il diritto di usare pubblicamente tale titolo accompagnato dallo stemma reale.
Martin Barr entrò nella società nel 1792 e la società divenne Flight & Barr. Successivamente la manifattura otteneva il privilegio di fornitrice del Principe di Galles nel 1807 e della Principessa di Galles nel 1808.
Nel frattempo, però, Horatio Nelson e la sua amante Emma Hamilton avevano visitato la fabbrica concorrente di Chamberlain nel 1802 e avevano ordinato un grosso servizio. Nel 1820 Chamberlain si cimentò con la fabbricazione della porcellana Bone China.
Nel 1830 la manifattura Flight, Barr & Barr (come si chiamava in quel momento) realizzò il servizio per l'incoronazione del re Guglielmo IV.

### 1840-1899

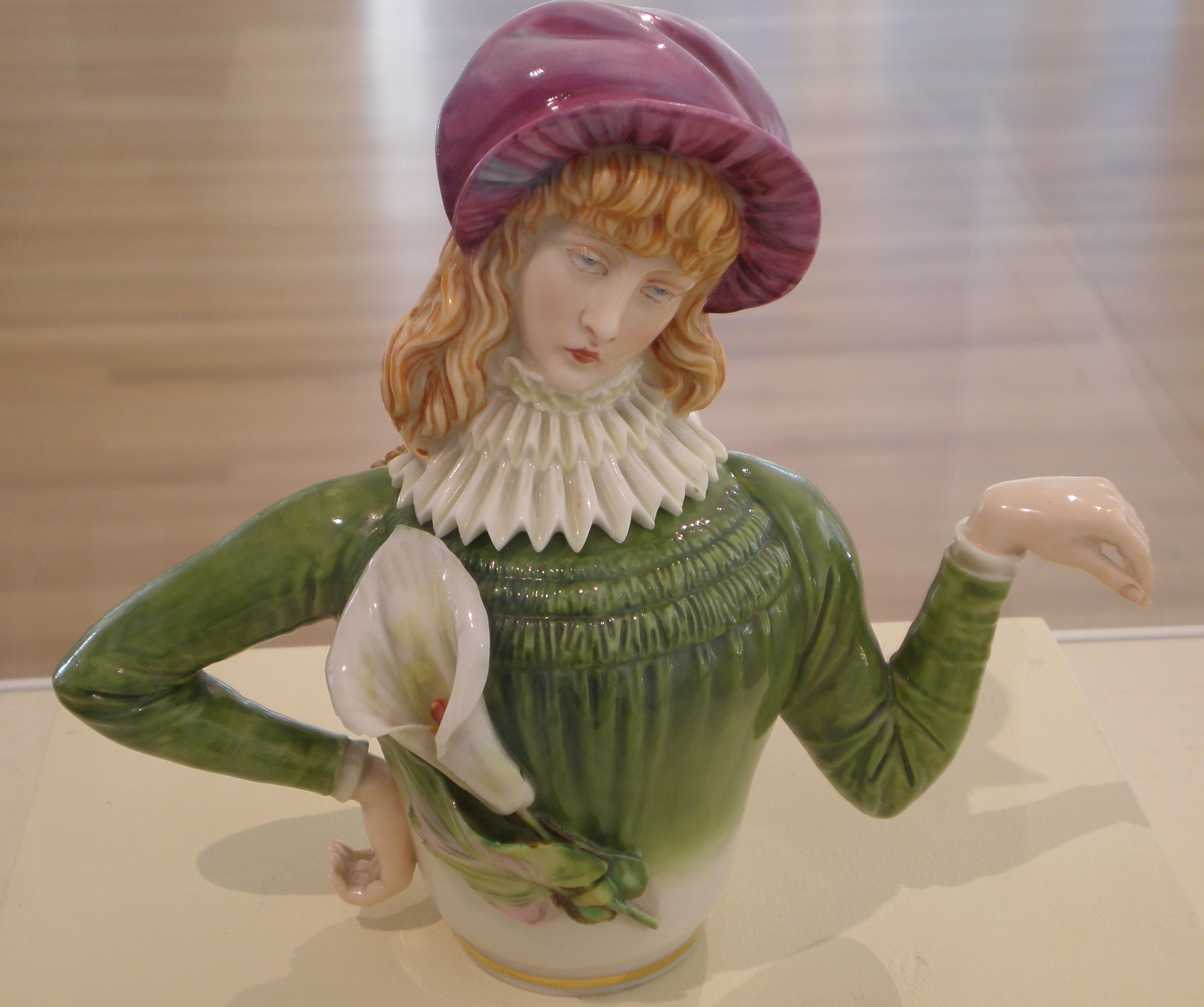
Busto femminile, 1881

Nel 1840 l'antico concorrente Chamberlain rilevò la maggioranza della società Flight & Barr per costituire un'unica manifattura di porcellane di Worcester, in cui la famiglia Barr manteneva una quota di capitale.
La produzione si concentrò soprattutto sulle figurine e sui vasi, introducendo 2.500 articoli decorativi.
Il principe consorte Alberto apprezzò gli smalti di Worcester Email e fece realizzare un servizio da dessert per la regina Vittoria.
Nel 1862 la Worcester Royal Porcelain Company sotto la direzione di Edward Phillips come maggior azionista si trasformò in società per azioni. Da quel momento l'azienda divenne nota come Royal Worcester.
Alla fine dell'Ottocento la società fiorì: nel 1878 partecipò all'Esposizione Universale di Parigi e per l'occasione realizzò i vasi Potter; nel 1880 Octar Copson dipinse i primi esemplari di Royal Worcester fruits.
Nel 1891 divenne direttore Charles William Dyson Perrins. Per l'Esposizione Colombiana di Chicago del 1893 era stata messa a punto la tecnica della porcellana stampata.
Fra gli artisti e disegnatori industriali che lavorarono per la Royal Worcester in questo periodo c'è anche Christopher Dresser.

### XX secolo

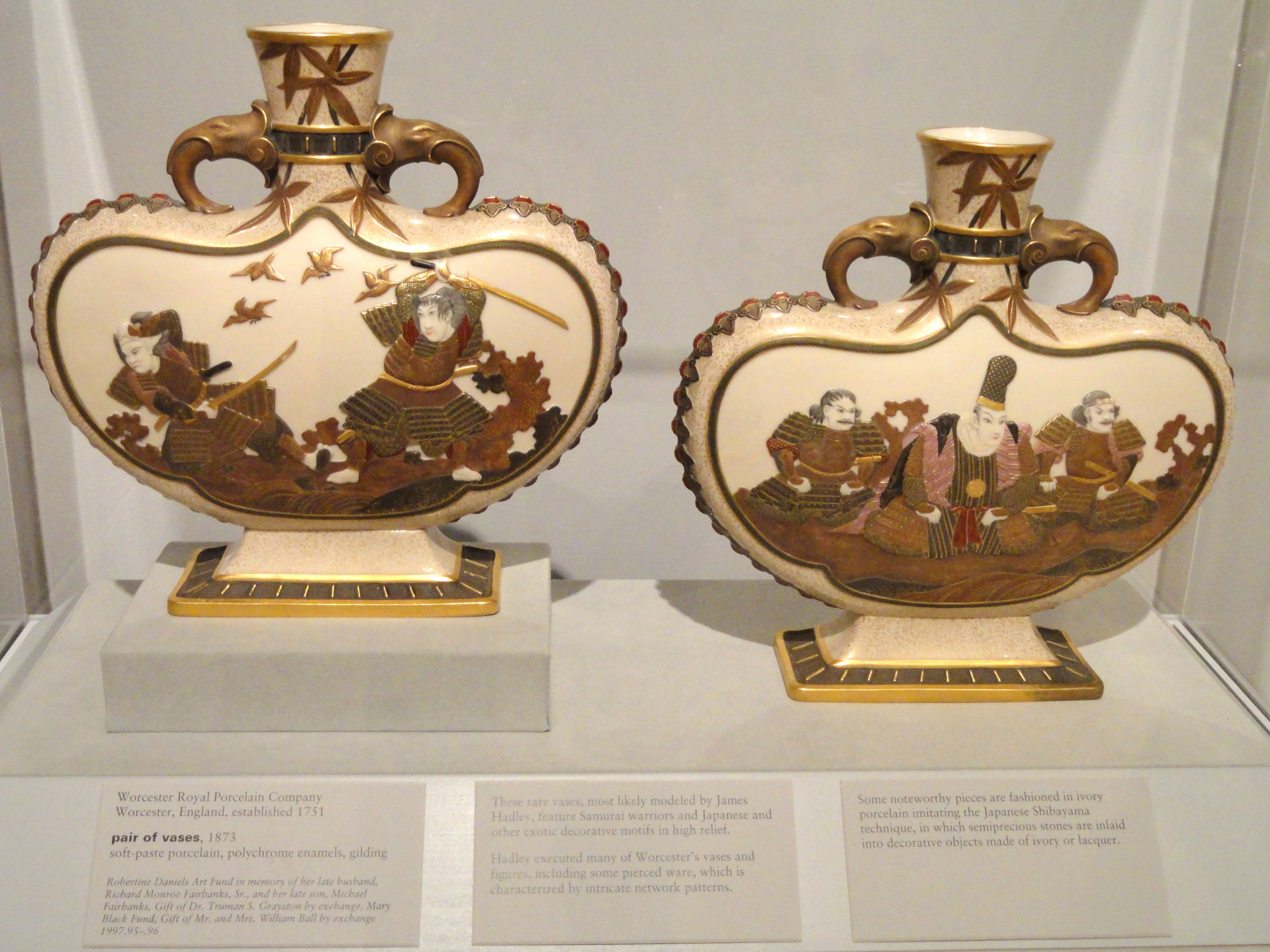
Coppia di vasi in stile giapponese, 1873 (Indianapolis Museum of Art)

Con lo scoppio della prima guerra mondiale la Royal Worcester cominciò a produrre su richiesta del governo britannico porcellane per ospedali, laboratori e scuole.
La produzione della porcellana fu rivoluzionata nel 1931 per l'introduzione della porcellana pirofila.
Charles Dyson Perrins rilevò l'azienda nel 1934. L'anno successivo furono prodotte le prime figurine di re Giorgio V e della regina Mary.
Durante la Seconda Guerra Mondiale la Royal Worcester produsse candele di accessione ed isolanti.
Nel 1958 furono create le consociate Worcester Royal Porcelain Co. Canada e Royal Worcester Porcelain Inc. USA.
La decorazione più popolare del Novecento è stata la "Evesham Gold", in catalogo dal 1961, che rappresenta i frutti autunnali del Vale of Evesham con sottili bordi dorati su porcellana pirofila
Nel 1976 la Royal Worcester si fuse con la Spode divenendo la Royal Worcester Spode Ltd.. A partire da tale data, a causa della forte concorrenza d'oltreoceano, la produzione fu trasferita a Stoke-on-Trent e all'estero.

## Oggi
A causa della crescente concorrenza la manifattura ha dovuto procedere a successivi tagli di personale e risparmi di costi. Nel 2006 dopo più di 250 anni di attività, la produzione nello stabilimento di Worcester è stata completamente sospesa.
Nell'aprile 2009 il marchio e la proprietà intellettuale della Royal Worcester sono stati comprati dalla Portmeirion Pottery di Stoke-on-Trent; 
l'acquisto non comprende l'edificio della manifattura.

## Note

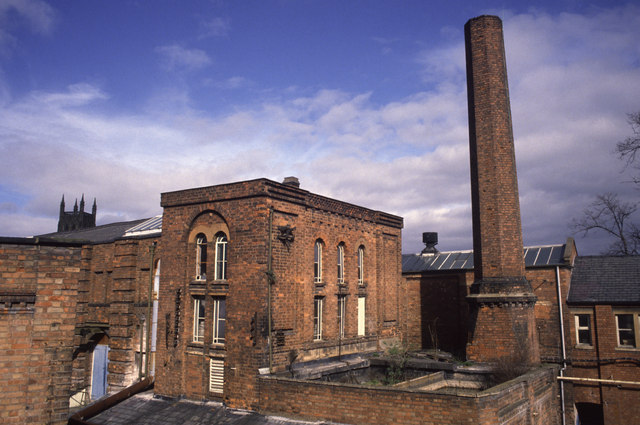
Veduta della manifattura (1990)